# Anna-von-Dippe-Stift

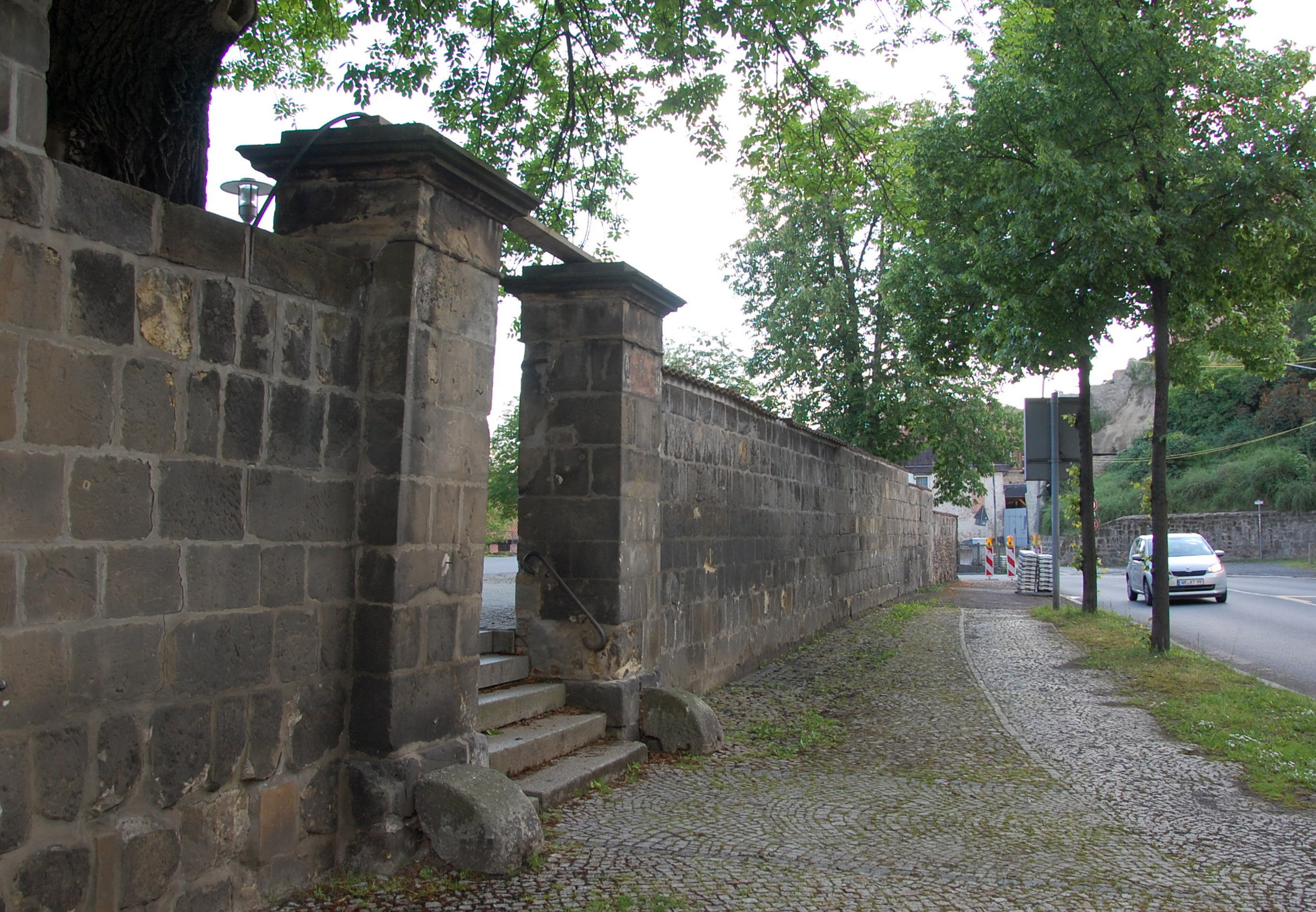
Mauer des Anna-von-Dippe-Stifts

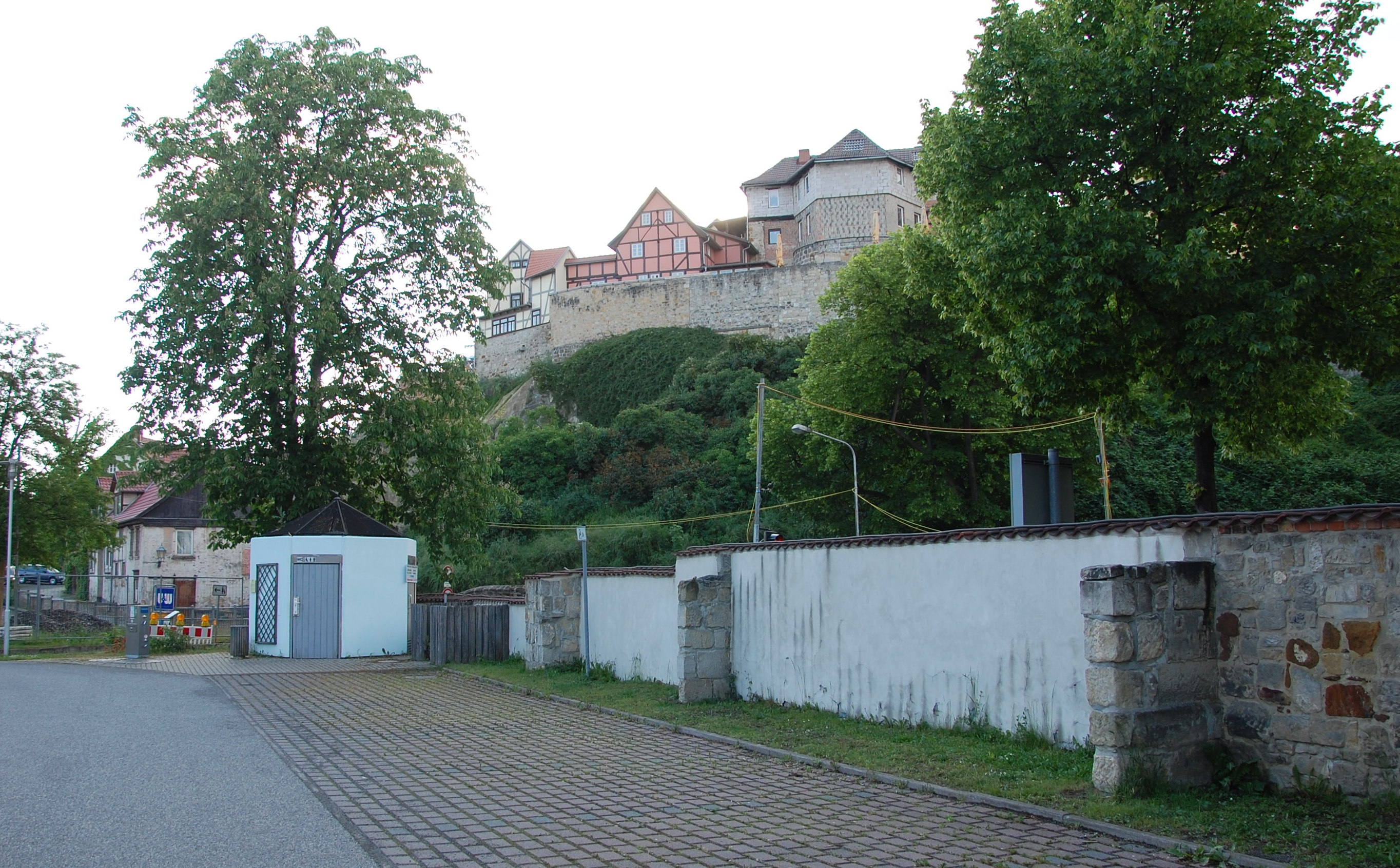
Blick vom Parkplatz auf den ehemaligen Standort des Wirtschaftstrakts

Das Anna-von-Dippe-Stift war ein denkmalgeschütztes Gebäudeensemble in der Stadt Quedlinburg in Sachsen-Anhalt. Anfang des 21. Jahrhunderts wurden die Gebäude abgerissen und stattdessen ein Parkplatz errichtet. Erhalten blieb lediglich ein Teil der denkmalgeschützten Grundstückseinfriedung.

## Lage
Die Gebäude befanden sich nordwestlich des Quedlinburger Schloßbergs im Bereich einer Senke zwischen dem Schloßberg und dem östlich gelegenen Münzenberg. Im Quedlinburger Denkmalverzeichnis war das Anwesen als Gutshof eingetragen.

## Architektur und Geschichte
Im 18. Jahrhundert befand sich an dieser Stelle ein Bauhof sowie das städtische Waisenhaus. Später wurde das Anwesen als Armenhaus bezeichnet. Ab 1881 erfolgte dann eine Erneuerung als Anna-von-Dippe-Stift.
Vermutlich ältestes Gebäude war das zur Schenkgasse hin, auf der Ostseite des Geländes, gelegene, sogenannte Leichenhaus. Der Bau war aus Sandsteinquadern errichtet. Daran schlossen sich zweigeschossige Gebäude in massiver Bauweise an. Sie waren aus Naturstein gebaut und unverputzt. Zum Hof hin befand sich im Obergeschoss Fachwerk. Aus der Zeit um 1800 stammte eine Tür im mit Oberlicht im Stil des Frühklassizismus.
Darüber hinaus bestand ein langer Wirtschaftstrakt. Der Bau war um 1800 entstanden und verfügte über ein in massiver Bauweise errichtetes Erdgeschoss, auf dem sich ein Fachwerk-Obergeschoss befand. Das Dach war mit Fledermausgauben und Dachhechten versehen. Daran schloss sich ein mit Wappen und der Datierung 1881 versehener Ziegelbau an. Im Zweiten Weltkrieg bestand im Objekt ein Reservelazarett.
Diese Bauten bestand bis zum Ende des 20. Jahrhunderts. Sie galten als prägend für das Straßenbild am Rande des Westendorfs unterhalb des Münzenbergs. Trotzdem wurde das Anwesen dann abgerissen und durch einen Parkplatz ersetzt.
Erhalten blieben nur Teile der ebenfalls denkmalgeschützten Grundstückseinfriedung. Sie besteht aus einer hohen Sandsteinmauer.